# Lateri
Lateri é uma cidade e uma nagar panchayat no distrito de Vidisha, no estado indiano de Madhya Pradesh.

## Demografia
Segundo o censo de 2001, Lateri tinha uma população de 14 067 habitantes. Os indivíduos do sexo masculino constituem 53% da população e os do sexo feminino 47%. Lateri tem uma taxa de literacia de 50%, inferior à média nacional de 59,5%: a literacia no sexo masculino é de 59% e no sexo feminino é de 39%. Em Lateri, 18% da população está abaixo dos 6 anos de idade.